# Contea di Laclede
La contea di Laclede (in inglese Laclede County) è una contea dello Stato del Missouri, negli Stati Uniti. La popolazione al censimento del 2000 era di 32 513 abitanti. Il capoluogo di contea è Lebanon.